# Festivals japonais
Les festivals japonais sont des évènements festifs attirant de nombreuses personnes. Les festivals locaux (matsuri) ont été inscrits à la liste du patrimoine immatériel de l'humanité de l'UNESCO.

## Festivals artistiques
Les festivals artistiques se concentrent autour de plusieurs événements pluri-annuels au Japon, au premier titre la Triennale de Setouchi.

## Festivals de musique et danse
Les festivals de musique, au même niveau que les matsuri sont une des activités particulièrement populaires en été,. Ils ont émergé dans les années 1970 mais se sont particulièrement développés à partir de 1997 et la création du Fuji Rock Festival. Les festivals sont généralement dédiés à un style de musique particulier, par exemple la musique électronique pour Ultra Japan, le rock pour Rock in Japan, la pop pour le Yamaha Music Festival, etc. Certains, comme le Summer Sonic, couvrent cependant une diversité de genres.
Certains festivals font également de la danse, et notamment les danses japonaises, le cœur de l'événement. C'est le cas des festivals de Yosakoi, les Eisai, ou le festival Awa-odori. Les célébrations d'obon mi-août sont aussi l'occasion de nombreux bon-odori.

## Festivals locaux (ditsmatsuri)
Souvent centrés autour d'un temple ou sanctuaire et accompagnés d'activités foraines, les matsuris sont les festivals sont les festivals les plus connus au Japon.

Ils ont été incrits au Patrimoine culturel immatériel de l'humanité établi par l'UNESCO en 2016 sous le titre Yama, hoko, yatai, festivals de chars au Japon.

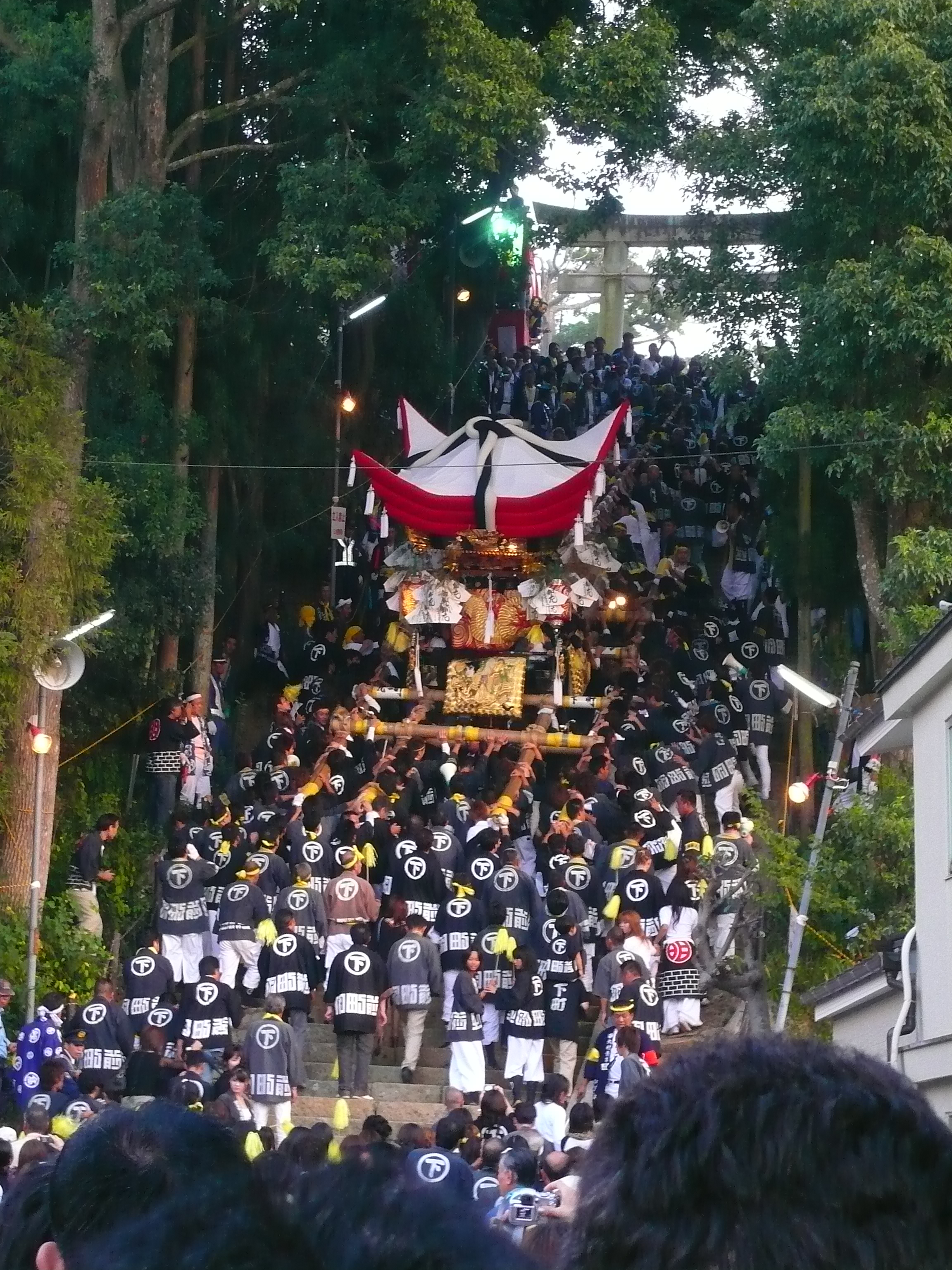
Grande parade du mikoshi yatai lors du festival des récoltes d’automne de Miki.
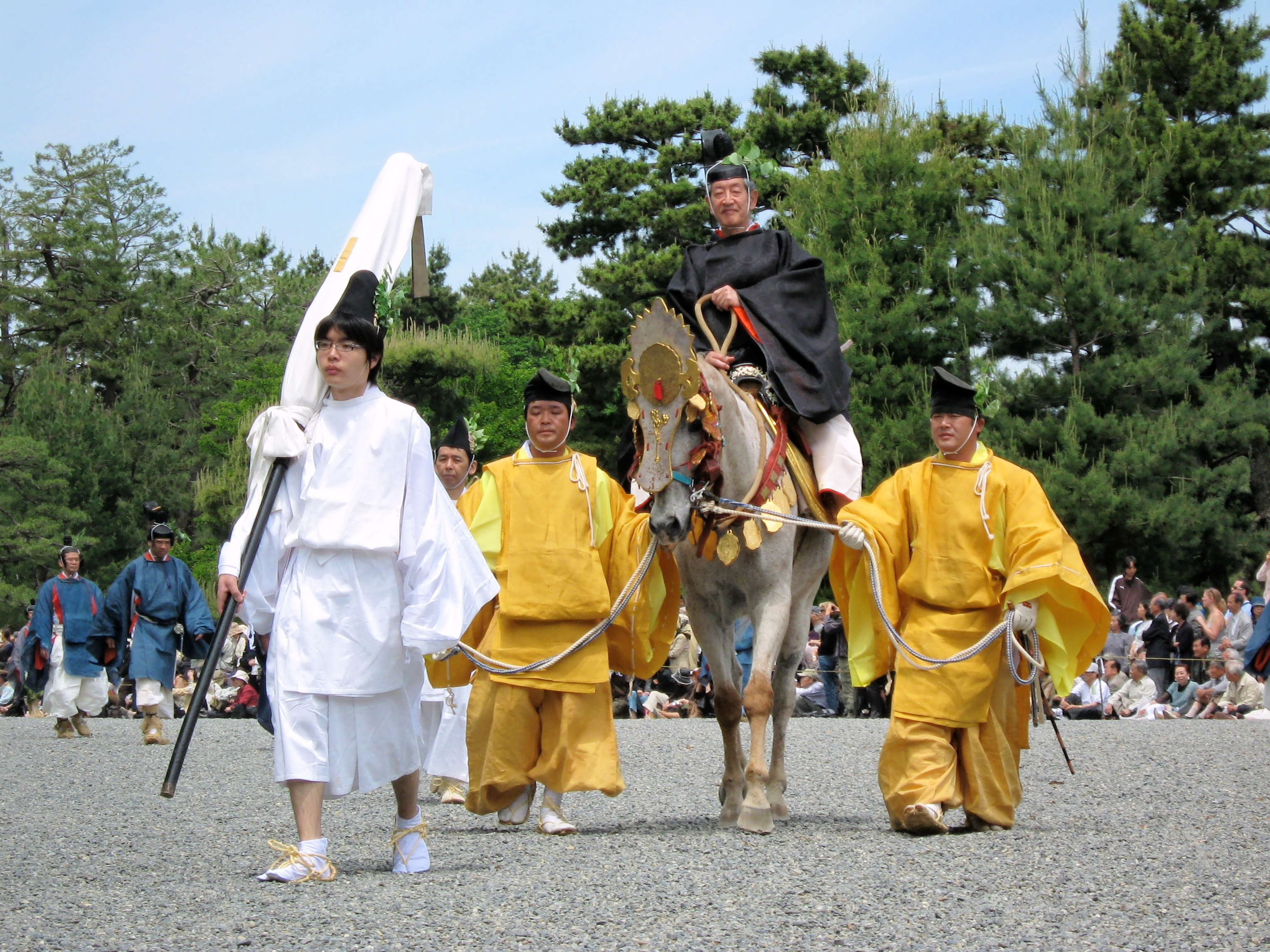
Aoi matsuri à Kyoto.
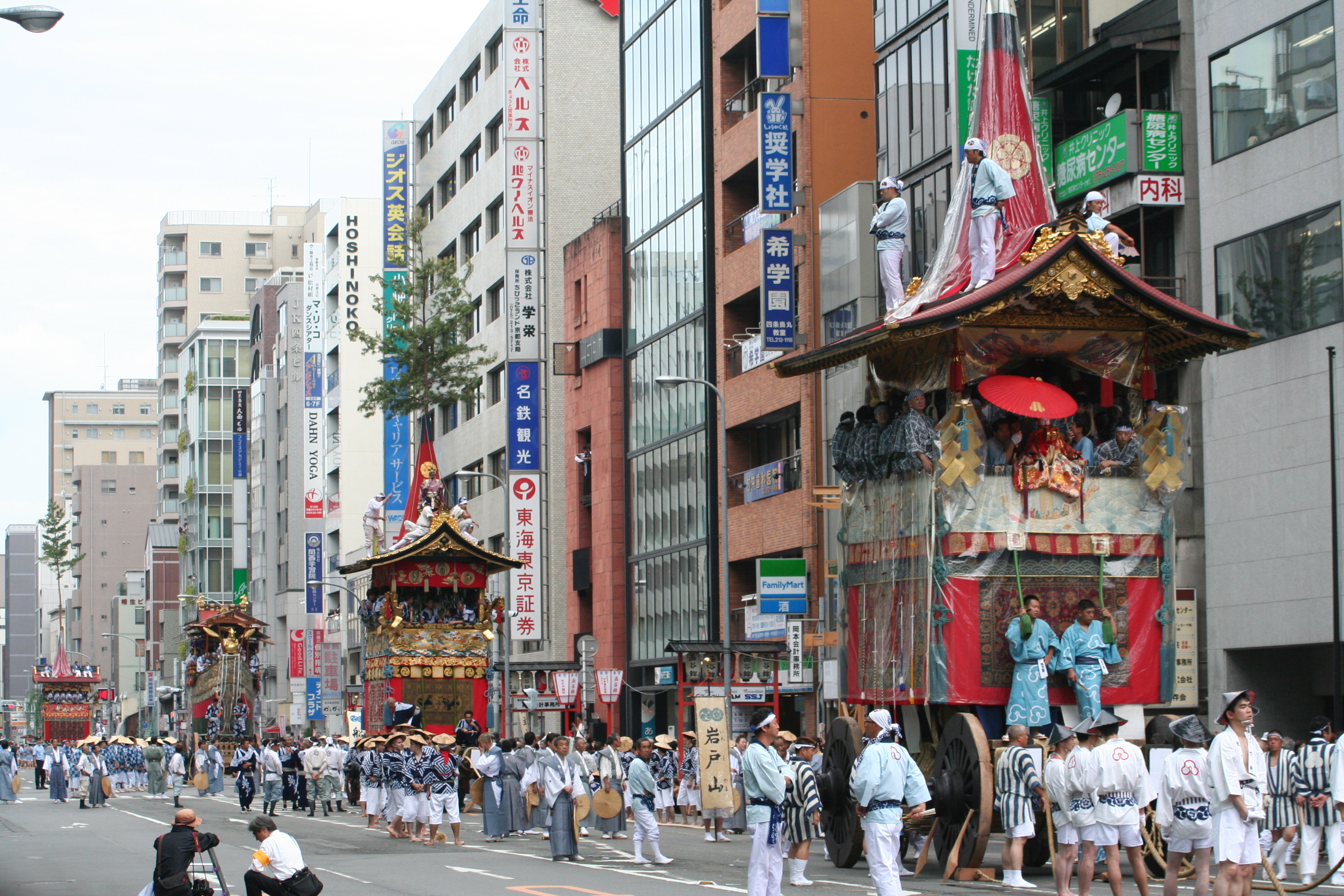
Gion matsuri à Kyoto.
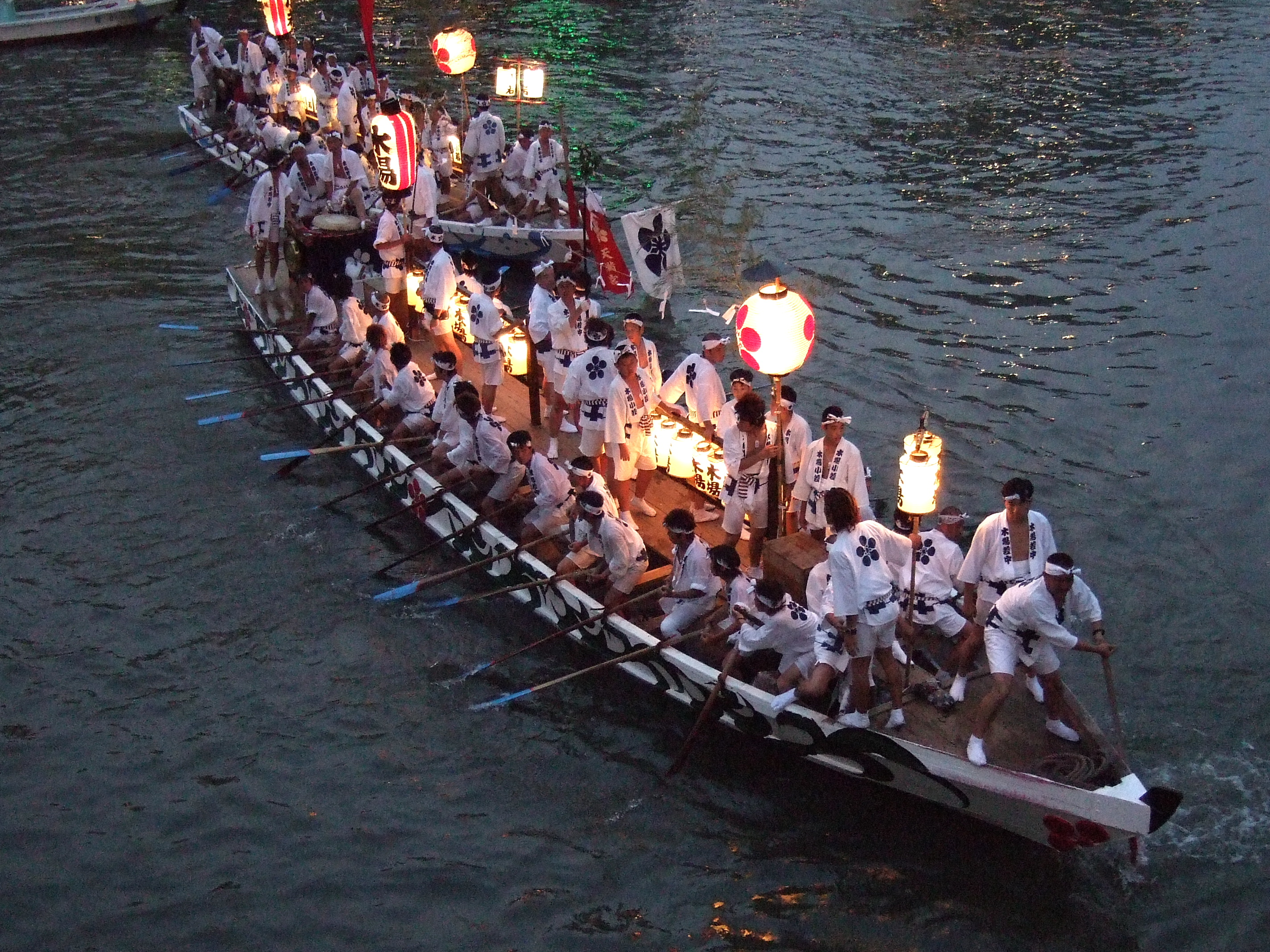
Tenjin matsuri à Osaka.
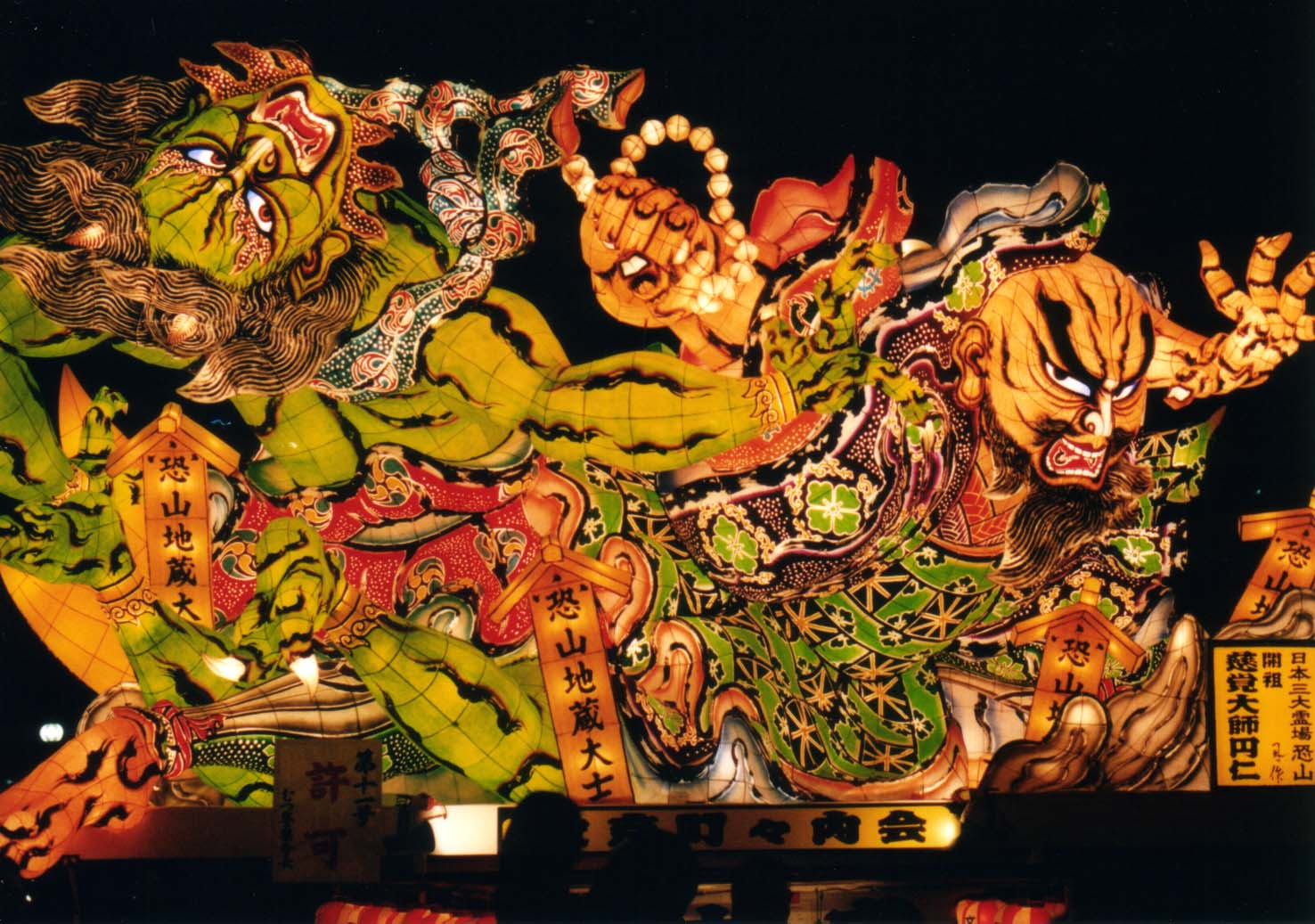
Nebuta matsuri à Aomori.
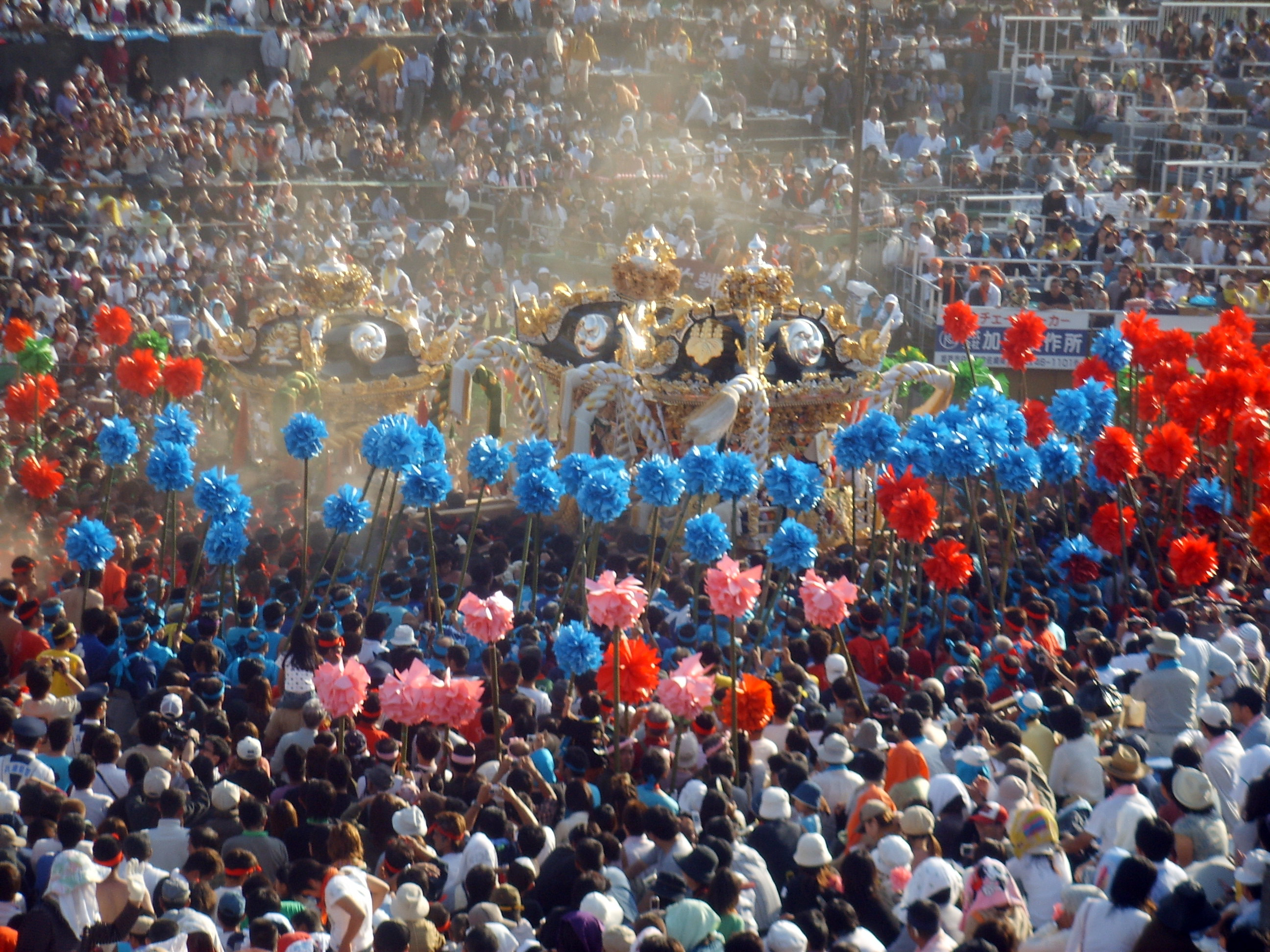
Bataille de mikoshi au festival Nada no kenka matsuri à Himeji.
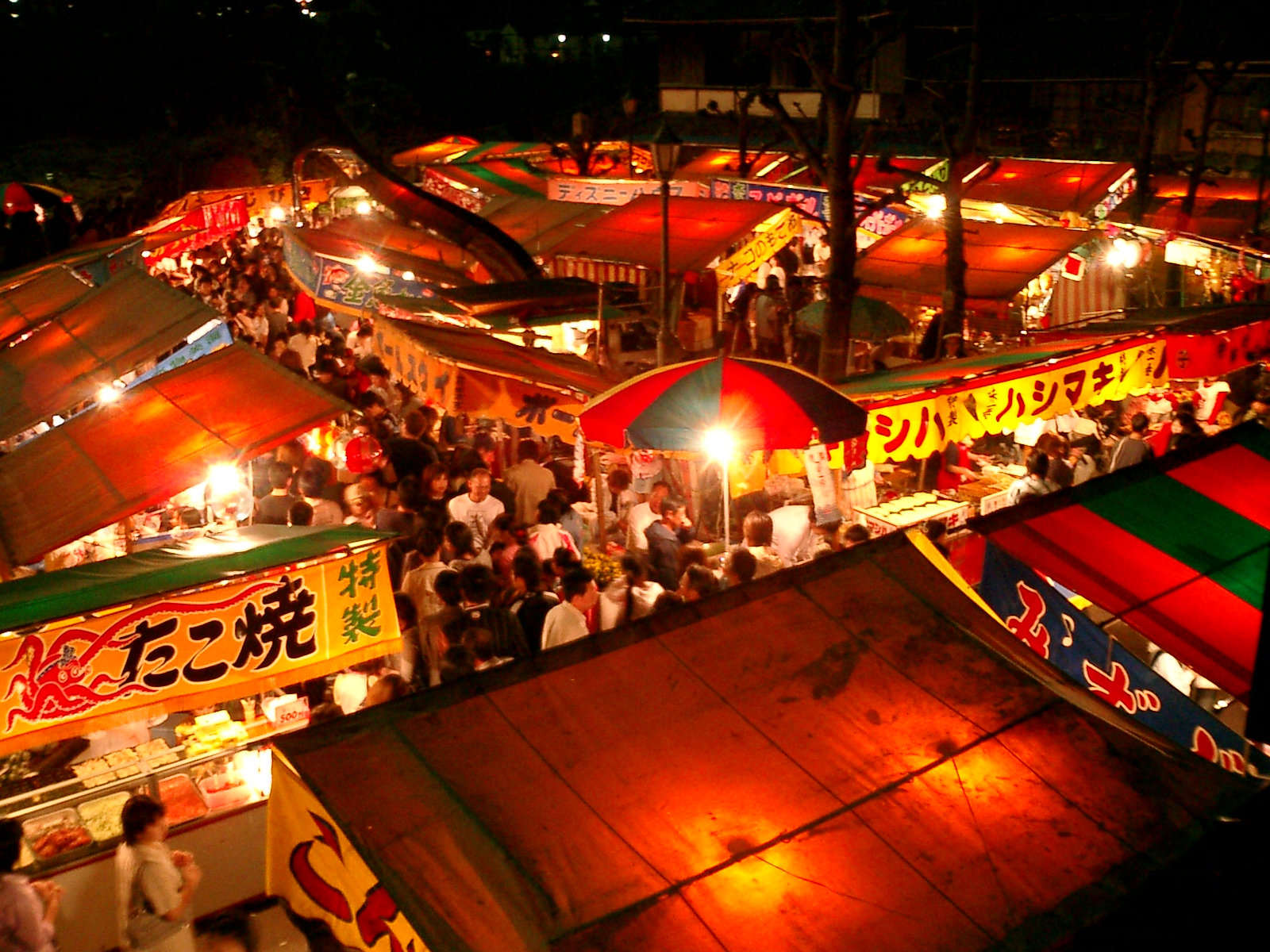
Les étals vendant de la nourriture ou des jouets sont répandus dans les festivals à travers tout le Japon.
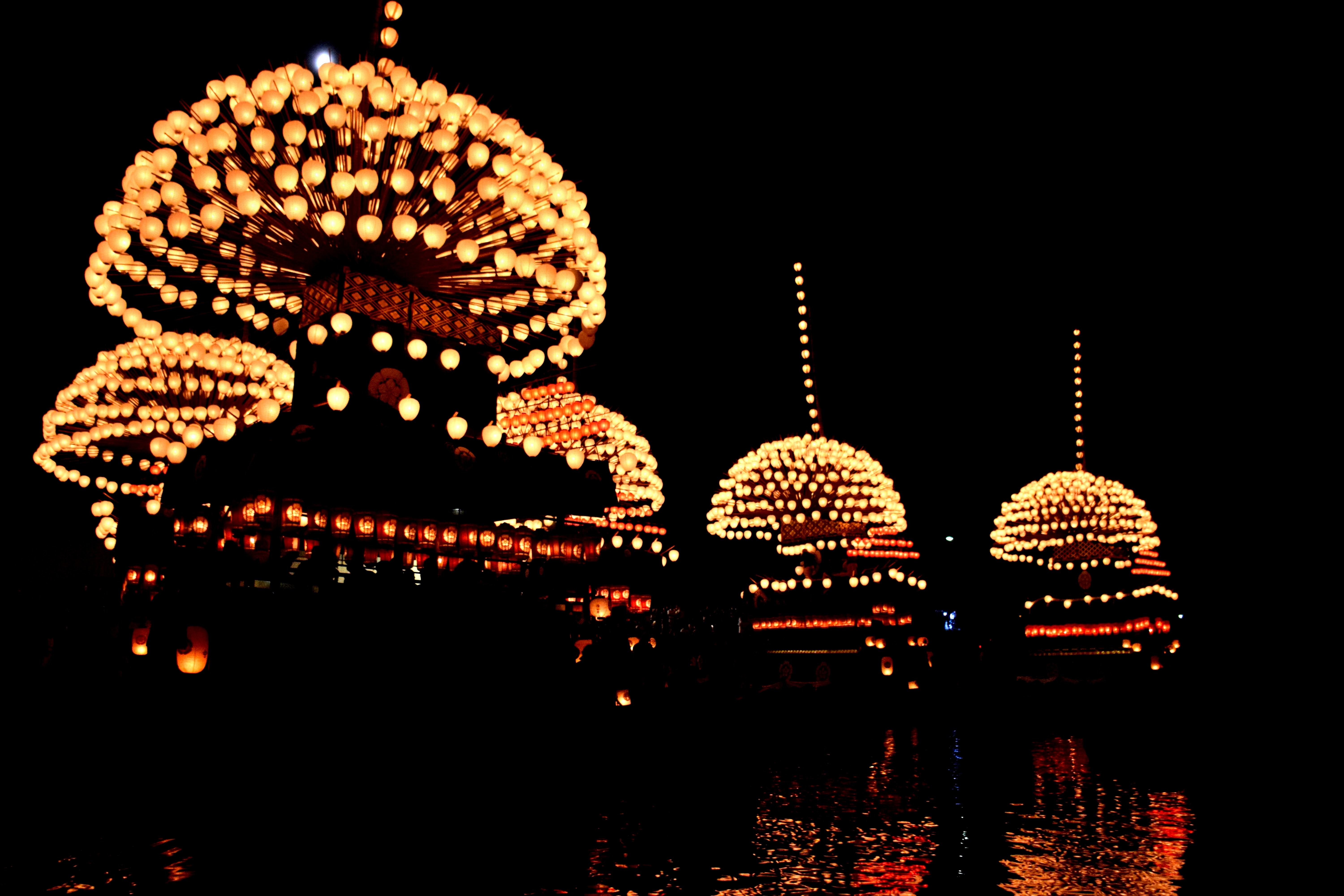
Tenno matsuri à Tsushima.

## Festivals de la culture(文化祭,bunkasai?)
Les festivals de la culture sont des événements annuels généralement ouverts au public ayant lieu dans les établissements scolaires, des écoles maternelles aux universités, lors desquels les élèves présentent leurs réalisations artistiques. D'après les orientations issues par le Ministère de l'Éducation japonais, ces festivals sont des « événements dont le but est de mettre en application les savoirs acquis lors du cursus et d'augmenter la motivation. »,,. À ce titre, ils sont inclus dans le cursus en école primaire, collège et lycée et la participation des élèves est obligatoire. En université, ils sont requalifiés en activité extra-scolaire et la participation des élèves est sur la base du volontariat. Nombreux festivals sont organisés week-end proche du Jour de la Culture (Bunka no hi) début novembre.
Les termes génériques de Festival de la Culture (文化祭, bunkasai) et Festival de l'unversité (大学祭, daigaku-sai) sont les plus fréquents mais certaines écoles ou universités utilisent une dénomination spécifique. Le festival de l'Université de Tokyo par exemple est appelé Komaba-sai, celui de l'université de Seijo, Yanagi-sai. D'autres variations sont également employées, comme Expositions des arts (学芸会, gakugei-kai) ou Exposition des savoirs (学習発表会, gakushū-happyō-kai) en école primaire, Fête de l'école (学校祭, gakkō-sai), Fête du campus (学園祭, gakuen-sai) ou Fête académique (学院祭, gakuin-sai) en collège ou lycée.

## Fêtes touristiques
Certaines collectivités locales ont créé ou développé des festivals afin d'attirer des touristes et redynamiser leur collectivité, c'est notamment le cas du Festival de la neige de Sapporo créé en 1950. 